# Punjabi
Punjabisk   (Gurmukhi skriften = ਪੰਜਾਬੀ , Shahmukhi skriften = پنجابی  "Punjabi") er navnet på det Pakistansk-indiske sprog fra Punjab-regionen, som er delt mellem Pakistan ( 205.345 km2)  og Indien (50.362 km2). Det er et indoiransk sprog og dermed også indoeuropæisk. Det ligger ca.  nr. 11 blandt verdens mest talte sprog med sine godt 88.000.000 brugere.
Punjabi tales først og fremmest i Punjab-regionen og nogle af de tilstødende regioner i en række forskellige dialekter. Mange punjabier er emigreret til det meste af verden. Immigranternes efterkommere kan sproget i meget varierende grad alt fra intet til flydende. Flertallet af danskere med pakistansk afstamning har deres rødder i regionen.

## Historisk baggrund
Betegnelsen har sin rod i de to persiske ord: "panj" (fem) og "aab" (flod), 
femflodslandet (punjabi med lantinsk skrift: "panj dariyawa di dharti"). Floderne benævnes fra vest mod øst
Jhelum, Chenab, Ravi, Sutlej og Beas. 
Floderne dannes i Himalayabjergene i Kashmir og munder til sidst ud i  Indus-floden. 
Punjabi opstod formenligt omkring år 1000 e.Kr. Sprogets udvikling har til dels været båret af muslimske poeter og i moderne tid af sikherne fra Indien.
I Sydasien har Punjab altid indtaget en central plads, som både fordi det er frugtbart og en indfaldsvej. De talrige forbindelser med en række riger og folkefærd gør, at sproget i høj grad låner ord. De helt centrale lånesprog er  sanskrit og persisk.

## Geografien
Det punjabiske land blev opdelt mellem Indien og Pakistan i 1947 og senere ved en yderligere opdeling af den indiske del. Den fælles punjabiske kulturskat synes dog at være en forenende faktor på trods af forskellige nationale, politiske og religiøse tilhørsforhold.
Punjabi har siden 1966 været officielt sprog i den indiske delstat Punjab, men tales også i vid udstrækning i delstaterne Haryana,  Himachal Pradesh og i Indiens hovedstad, New Delhi.  Punjabierne udgør Pakistans største folkefærd, men punjabi-sproget har ikke officiel status, og sproget er derfor hastigt dalende, særligt  i storbyerne.
Punjabi tales også som mindretalssprog i adskillige emigrantlande, særligt i Storbritannien, Canada og USA.  

## Dialekter
Majhi-dialekten betragtes som standard punjabi. Dialekten tales i blandt andet Lahore (Pakistan) og Amritsar (Indien). Der findes en række andre dialekter, hvoraf nogle i dag betragtes som separate sprog, særligt Pothohari (i Kashmir og det nordvestlige Punjab) og Saraiki (i det sydlige Punjab).
Punjabi er både kulturelt og sprogligt særligt knyttet til livet på landet, hvor brugerne ligeledes oftere vil beherske sproget i dets renere form.